# Forêts décidues humides tropicales et subtropicales
 (mars 2010).
Si vous disposez d'ouvrages ou d'articles de référence ou si vous connaissez des sites web de qualité traitant du thème abordé ici, merci de compléter l'article en donnant les références utiles à sa vérifiabilité et en les liant à la section « Notes et références ».
Localisation
Les forêts décidues humides tropicales et subtropicales ou forêts humides de feuillus tropicales et subtropicales (abréviation anglophone parfois utilisée dans des publications : «TSMF», ou FTSH en français), ou plus communément les forêts tropicales humides constituent un biome des zones intertropicales caractérisé par une formation végétale arborée haute et dense formée d'espèces à feuilles caduques, ainsi qu'un climat chaud et très humide. Le terme forêt équatoriale désigne également la forêt primaire qui occupe ce biome (dans les autres cas, on emploie le terme forêt secondaire). L'expression forêt pluviale est un anglicisme (traduction mot à mot de rain forest), l'expression française consacrée étant « forêt humide ». L'expression forêt ombrophile tropicale est également employée.
C'est la forêt la plus riche en diversité spécifique, tant pour les arbres que pour la flore ou la faune en général (jusqu'à plusieurs centaines d'espèces d'arbres par hectare, contre une dizaine au maximum en milieu tempéré). Elle est caractérisée par des arbres de grande taille à croissance lente tant qu'ils n'émergent pas sur la canopée, stade auquel ils se dotent souvent de puissants contreforts. Les espèces, genres ou familles endémiques y sont les plus élevés parmi les écosystèmes des terres émergées.
Entre 1990 et 2020, 220 millions d’hectares de forêts tropicales et équatoriales humides ont été déforestés, ce qui représente 17 % de leur superficie totale.

## Définition

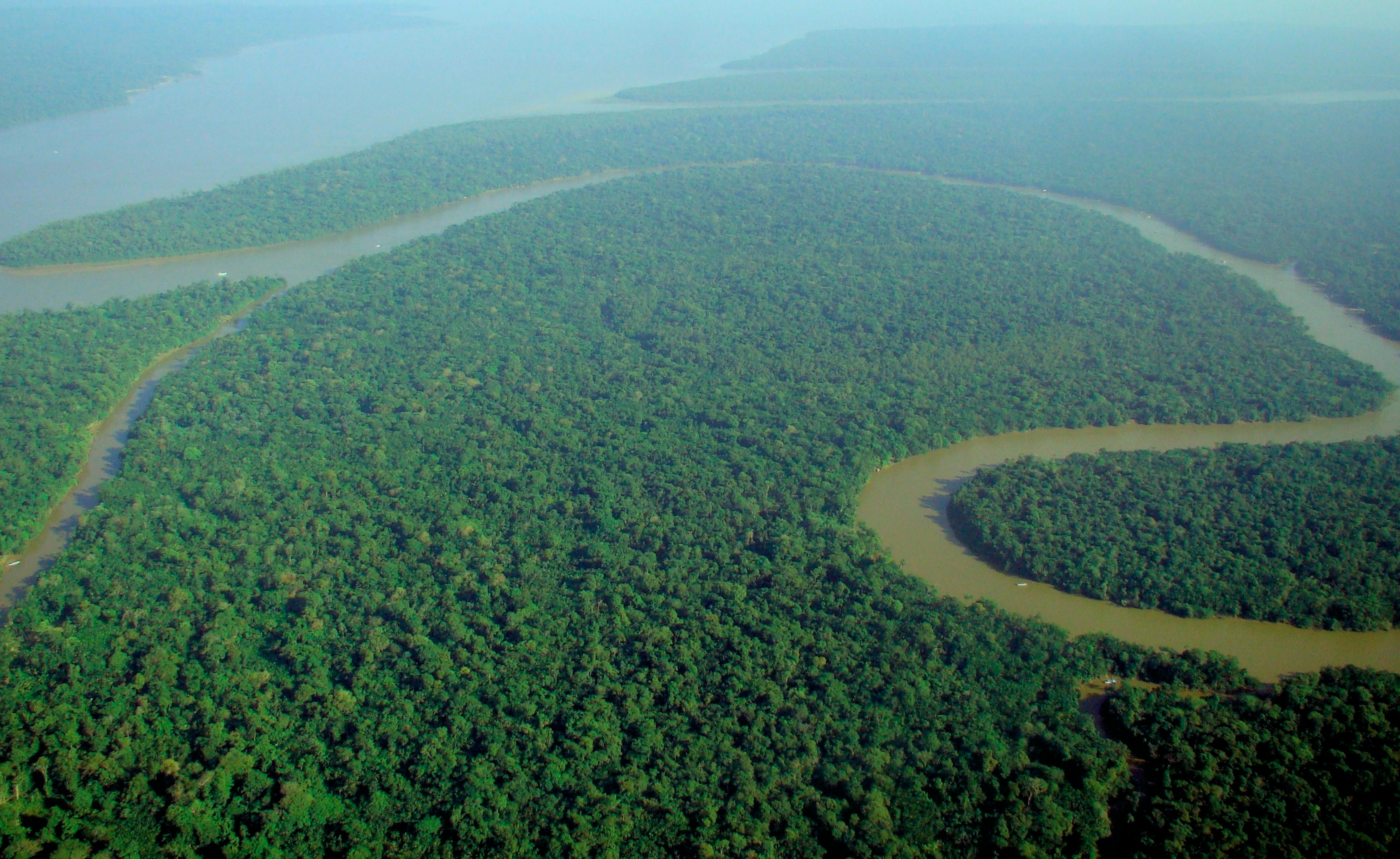
Le bassin amazonien est souvent considéré comme l'archétype de la forêt équatoriale. Il représente en effet à lui-seul la moitié des forêts tropicales humides de la planète.

Forêts humides tropicales et subtropicales (FTSH) comme indiqué dans le schéma de classification des zones de vie de Holdridge. Il comprend les forêts humides, les mangroves et les forêts tropicales.

Ce biome regroupe plusieurs types de forêts denses humides des régions tropicale et subtropicale :
- La forêt ombrophile tropicale est principalement composées d'arbres sempervirents, qui restent verts toute l'année et ne résistent ni au froid, ni à la sécheresse.Ces forêts reçoivent de fortes précipitations régulières avec plus de 2000 millimètre annuellement). Ces forêts se trouvent dans une ceinture autour de l'équateur, avec les plus grandes zones dans le bassin amazonien d'Amérique du Sud, le bassin du Congo (Afrique centrale), les tropiques humides du Queensland (Australie) et certaines parties de l'archipel malais. Environ la moitié des forêts tropicales humides du monde se trouvent dans les pays sud-américains du Brésil et du Pérou. Les forêts tropicales couvrent désormais moins de 6% de la surface terrestre de la Terre. Les scientifiques estiment que plus de la moitié de toutes les espèces végétales et animales du monde vivent dans les forêts tropicales humides. Elle comprend notamment :
  - La forêt ombrophile de basse altitude, formée de nombreuses espèces d'arbres à croissance rapide, dépassant souvent 50 m de haut ;
  - La forêt ombrophile montagnarde, riche en plantes vasculaires et en épiphytes, et dont les arbres dépassent rarement 50 m de haut ;
  - La forêt ombrophile de brouillard (ou forêt de nuage), dont la cime des arbres, qui atteint rarement 20 m de haut, baigne dans une brume quasi permanente ;
  - La forêt ombrophile marécageuse, dont le sol très humide peut être approvisionné en eau douce ou en eau saumâtre,  y compris les forêts alluviales et les forêts marécageuses tourbeuses.
- La forêt semi-décidue tropicale et subtropicale, ou forêts saisonnières tropicales, également connues sous le nom de forêts saisonnières humides à feuilles caduques, de mousson ou semi-persistantes (mixtes), est présente dans des régions connaissant une saison sèche plus ou moins marquée durant laquelle les arbres de la strate supérieure perdent leurs feuilles, alors que les strates inférieures sont occupées par des arbres et des arbustes majoritairement sempervirents et plus ou moins sclérophylles. Ils ont un climat de mousson ou de savane humide (selon la classification de Köppen): précipitations annuelles élevées avec une saison humide estivale chaude et (souvent) une saison sèche hivernale plus fraîche. Ces forêts se trouvent dans le sud de la Floride, dans certaines parties de l'Amérique du Sud, en Amérique centrale et dans les Caraïbes, sur la côte ouest de l'Afrique, dans certaines parties du sous-continent indien, dans le nord de l'Australie et dans une grande partie de l'Indochine [5].
- La forêt ombrophile subtropicale est rarement représentée et se confond souvent avec la forêt ombrophile tropicale. Elle connaît néanmoins des écarts de température nettement plus importants au cours de l'année et sa strate inférieure comprend parfois quelques arbustes.
- Manigua une forêt dense basse, souvent impénétrable, d'arbustes tropicaux enchevêtrés et de petits arbres. On la trouve généralement dans les zones marécageuses mais aussi sur certaines terres sèches. Le terme est utilisé à Cuba, en République dominicaine, à Porto Rico et en Colombie[6],[7].

## Extension géographique
La forêt équatoriale occupe moins d'un dixième des terres émergées, soit 12,3 millions de km2[réf. souhaitée], mais elle abrite le plus de biodiversité spécifique.
Ces forêts se localisent entre les deux tropiques et sont donc dites intertropicales, elles suivent globalement l'équateur thermique (ou équateur météorologique).
- En Amérique du Sud, ces forêts sont très présentes — notamment dans le bassin de l'Amazone et le plateau des Guyanes — et occupent plus de cinq millions de km2, soit près d'un tiers du continent.
- En Amérique centrale, ce biome est observable dans toute la partie sud de la région.
- En Asie, les forêts ombrophiles couvrent près de 3,5 millions de km2. Elles sont localisées dans le sud-est asiatique, à l'exception d'une partie centrale de l'Indochine occupée par des forêts tropophiles, s'étendant de la Chine septentrionale à la Nouvelle-Guinée et laissant parfois la place aux mangroves sur les côtes.
- En Afrique, sur la côte ouest, les forêts équatoriales couvrent la zone située de part et d'autre de l'équateur, de la Guinée au Gabon puis remontent quelque peu le cours du Congo toujours en suivant le parallèle 0°. Sur le littoral est du continent, elles se font plus rares, n'étant plus représentée qu'à proximité du littoral kenyan, près des mangroves ainsi que sur la côte Est de Madagascar et sur les îles avoisinantes comme l'île de La Réunion.
- En Australie, au nord de l'île-continent, les forêts ombrophiles tropicales sont présentes sous forme de peuplements denses sur la côte est et les premiers contreforts de la base de la péninsule du cap York (Queensland), protégées par des parcs nationaux comme la forêt de Daintree, le plateau d'Atherton ou Wooroonooran. Dans le Territoire du Nord, ces forêts se présentent comme de petites poches[8], plus ou moins disjointes et parsemées entre les îles du « Top End » et s'étendant au nord-ouest et au nord-est (11⁰ Sud) jusqu'à la latitude de Tennant Creek (18⁰ Sud). Un autre type de forêt tropicale riche en lianes et sur grès est associé à l'humidité constante présente le long des cours d'eau le plus souvent dans des gorges protégées, autour des résurgences à flanc de coteaux, au pied de falaises et près de sources. De semblables poches de forêts ombrophiles tropicales sont aussi présentes en Australie-Occidentale au nord de la région du Kimberley, mais de manière encore plus rare.

## Climat

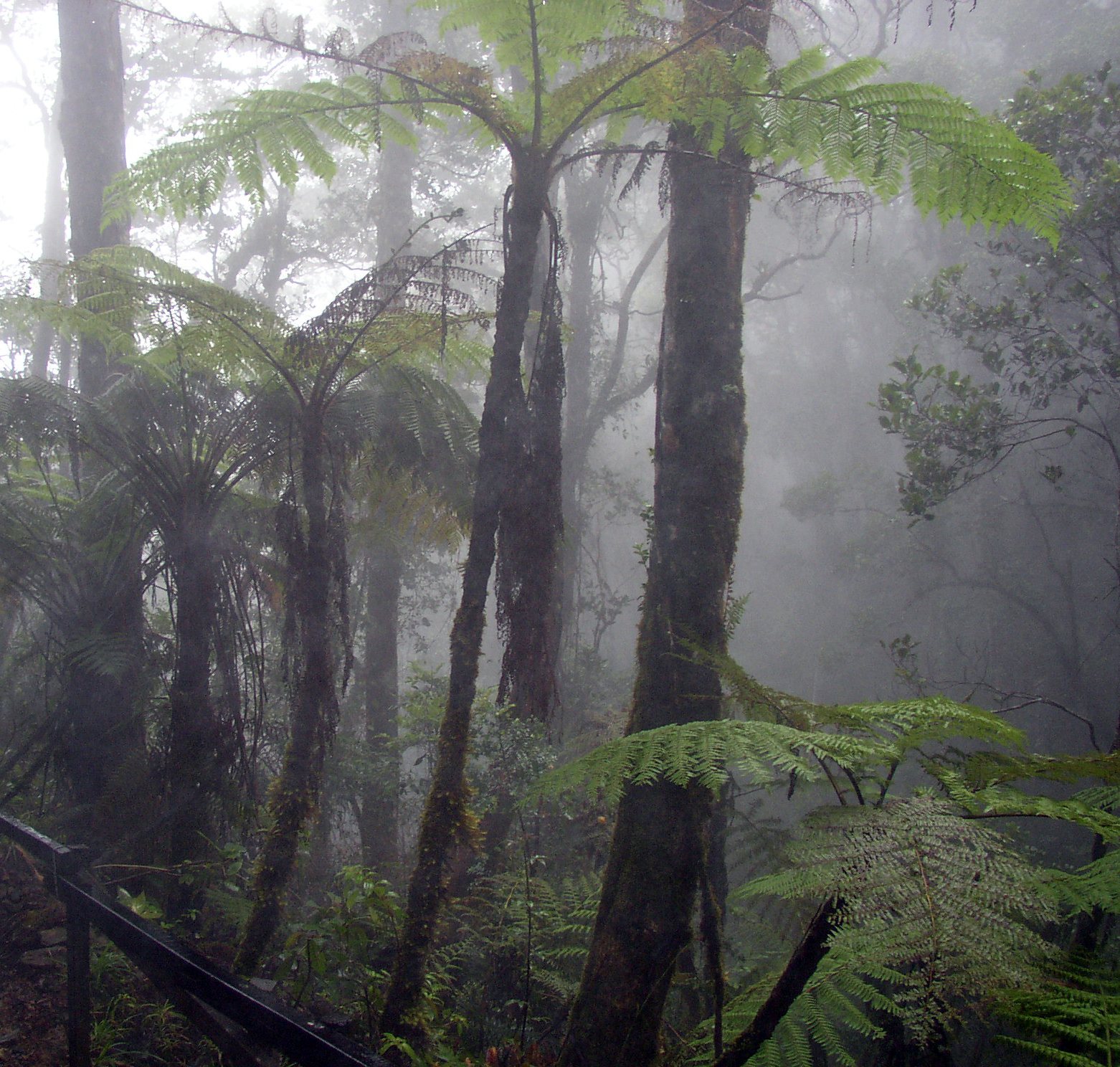
La brume sature souvent les forêts tropicales de montagne, dites « forêt de nuage », comme ici au mont Kinabalu à Bornéo.

La forêt équatoriale est située dans les régions de la zone intertropicale soumises à un climat équatorial.
Ce climat a pour principales caractéristiques une forte humidité ambiante et une chaleur permanente ainsi qu'une égalité plus ou moins prononcée de la durée du jour et de la nuit durant toute l'année. De type chaud, il présente des moyennes mensuelles systématiquement supérieures à 18 °C. La température relevée toute l'année dans ces régions se situe autour de 25-30 °C, avec une amplitude thermique relativement faible : de l'ordre de 5 °C. Cette monotonie thermique s'exprime également dans les écarts de températures jour/nuit. Les précipitations sont fortes dans les régions équatoriales : supérieures à 1 500 mm/an avec toujours plus de 100 mm mensuels (en moyenne 200 mm), mais le caractère marqué du climat est plutôt le fait de précipitations constantes (il pleut pendant les trois quarts de l'année) et donc d'une humidité permanente élevée (80 % au sol en moyenne).
Les forêts de nuages ou forêts de brouillard ou forêts de montagnes, situées entre 1 000 et 3 000 mètres d'altitude, bénéficient de précipitations largement supérieures aux forêts des plaines : 2 000 à 8 000 mm selon l'altitude, et la température baisse de 0,6 °C pour 100 m de gain d'élévation.
Cet ensemble climatique est caractérisé par la présence de l'alizé. Ce vent de direction nord-est dans l'hémisphère nord et sud-est dans l'hémisphère sud est une composante importante de ce climat par son apport de précipitations, et exerce son influence depuis le niveau de la mer jusqu'à 2 000 m d'altitude.  Dans les zones proches de l'équateur, les alizés influents sont les alizés océaniques, ce sont ces vents doux et lents (20 km/h) qui amènent la pluie — par évaporation océanique — dans les régions équatoriales, a contrario des régions arides où les alizés continentaux qui y sont actifs n'amènent qu'aridité.
Plus on s'éloigne de l'équateur (météorologique), plus on s'approche d'un climat tropical à saisons alternées qui admet une saison sèche contrairement à l'équatorial, mais également une augmentation de l'amplitude thermique, aussi bien journalière qu'annuelle, et de la pression atmosphérique qui est plus faible dans les zones proches de l'équateur. Les journées de la forêt tropicale sont donc souvent ensoleillées, puis des averses torrentielles y tombent le soir, souvent sous forme d'orages.

## Végétation

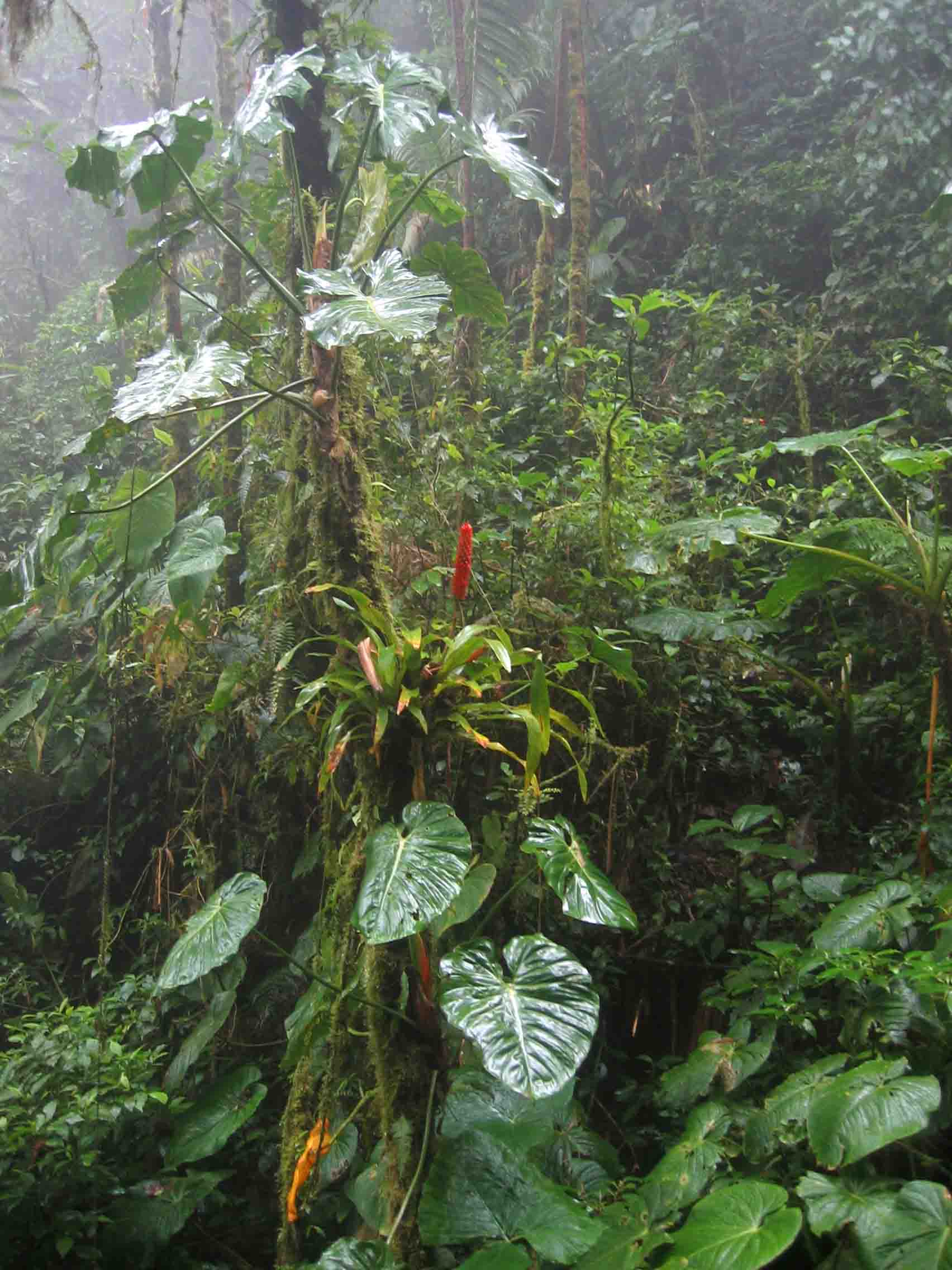
Les épiphytes comme ces aracées et ces broméliacées poussent en abondance dans les forêts tropicales, surtout dans les zones montagneuses comme dans le Parc international La Amistad, au Panama.

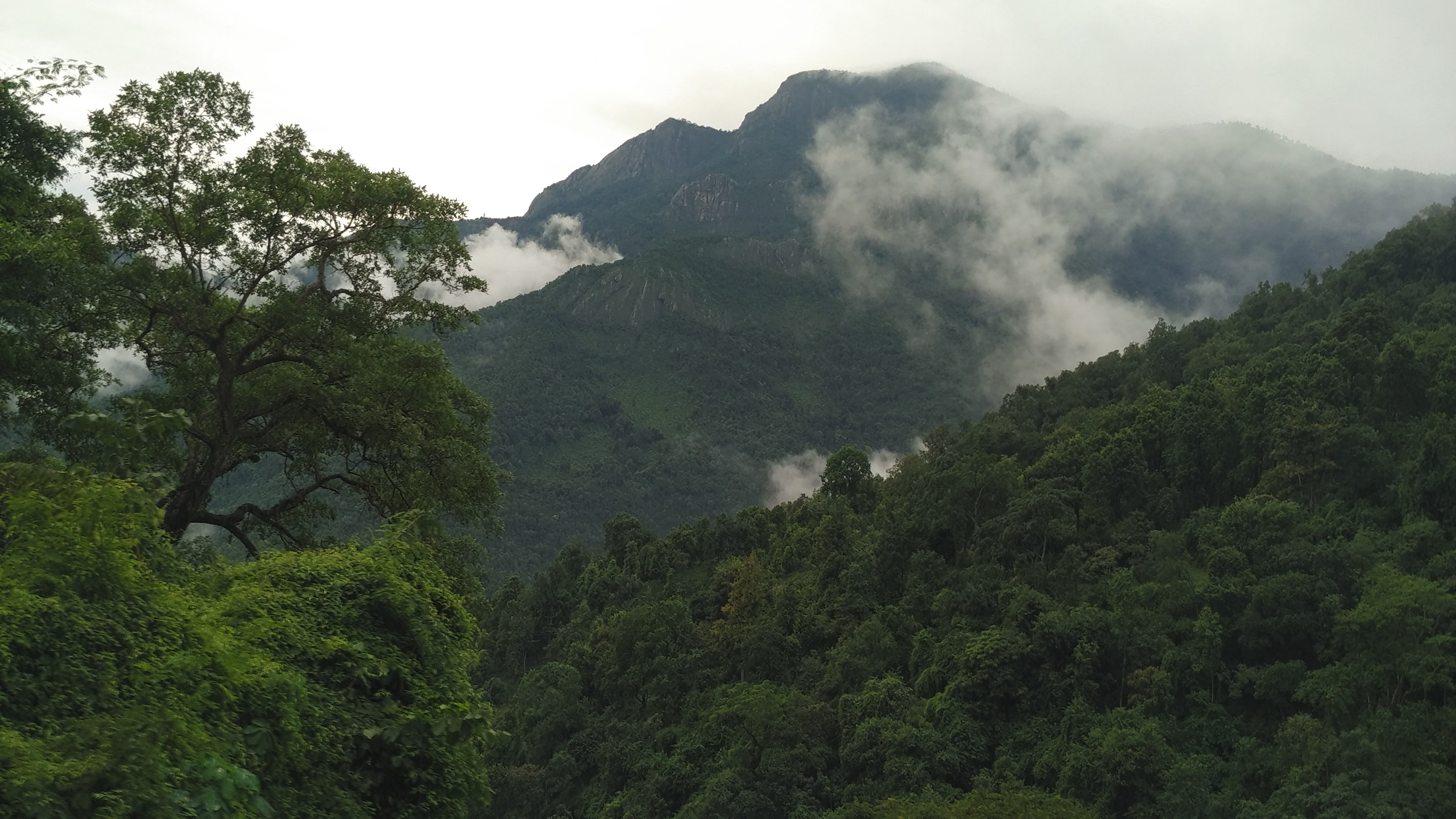
Forêt feuillue humide dans le Parc national de Mudumalai (Inde)

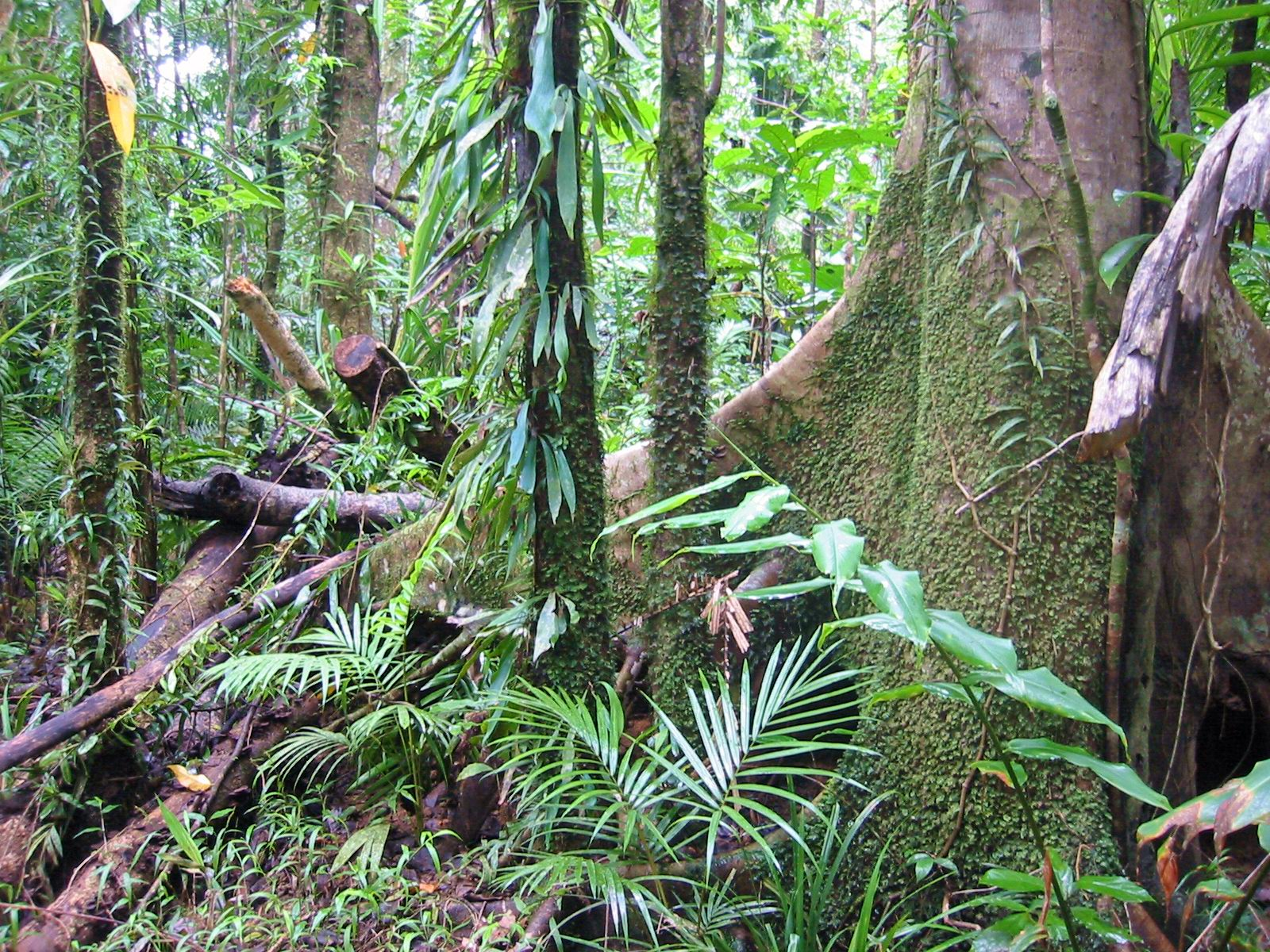
Sous-bois d'une forêt tropicale humide du Queensland en Australie.

À lui seul, cet écosystème contient 70 % des espèces végétales connues. Cette hyperdiversité s'explique par l'effet Janzen–Connell. Sa végétation, caractérisée par la stratification verticale, est grandement dominée par les plantes, surtout les espèces fleurissantes et les arbres. On peut trouver entre 80 et 200 espèces d’arbres par hectare dans les forêts tropicales mûres. Cependant, nous ne retrouverons que rarement deux individus de la même espèce dans un hectare. Une ou deux espèces ne pourront dominer à elles seules que dans les secteurs spécifiques tels les marécages. En raison de la densité de la forêt, de l'étagement des strates arborées et de la présence permanente des feuilles, la lumière y pénètre difficilement.
Les feuilles ont en général des extrémités très allongées qui permettent d'accélérer l'évacuation de l'eau car l'eau stagnante gène les fonctions respiratoires et assimilatrices de l'arbre et favorise les plantes épiphytes. Il y a peu de bourgeons car il n'y a pas de mauvaise saison à surmonter. Quand ils existent, ils sont protégés par des poils, du mucilage ou des feuilles secondaires.
La composition de ce type de forêt est dominée par des espèces d'arbres à feuilles persistantes et semi-caduques. Ces arbres se comptent par milliers et contribuent aux niveaux les plus élevés de diversité d'espèces dans tous les grands types d'habitats terrestres. En général, la biodiversité est la plus élevée dans le couvert forestier. La canopée peut être divisée en cinq couches : une canopée supérieure avec des cimes émergentes, une couche moyenne et une canopée inférieure, puis un niveau d'arbustes et enfin un sous-étage .
Un climat perpétuellement chaud et humide rend ces environnements plus productifs que tout autre environnement terrestre sur Terre et favorise une croissance végétale explosive. Un arbre ici peut pousser plus de 23 m de hauteur en seulement 5 ans.

### La canopée

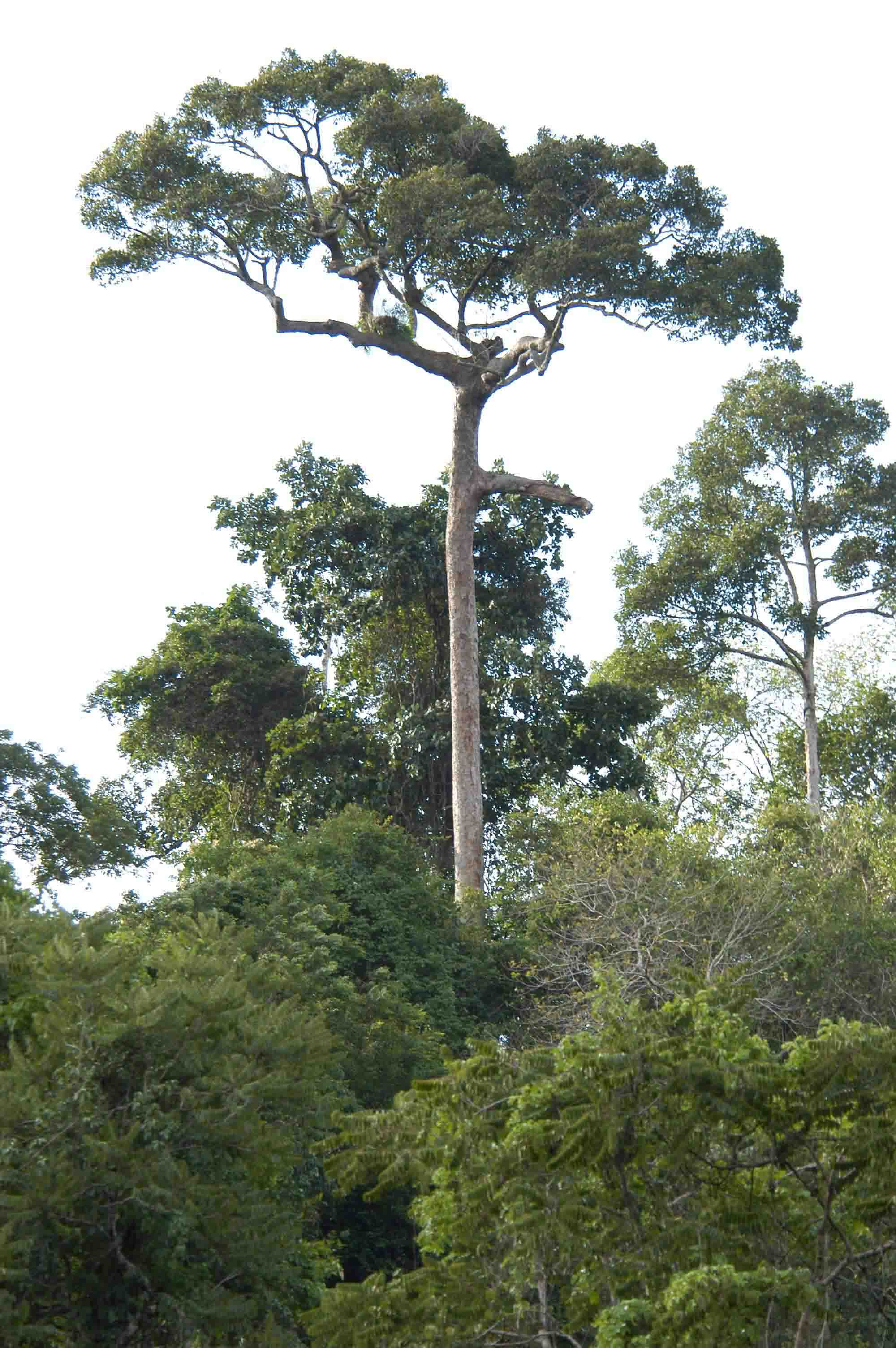
Arbre émergent — ici Dipterocarpe — dont le fût émerge de la canopée (Parc national de Khao Yai en Thaïlande).

La canopée de la forêt tropicale humide est un écosystème à elle seule. Elle se compose d’arbres pouvant atteindre des hauteurs de 30 à 50 mètres. Les arbres émergents ne forment pas une strate dense : ils sont exposés à des températures élevées, à des vents parfois violents et à un air peu humide. La canopée supérieure est constamment occupée par différentes espèces d’animaux, dont un grand nombre y passe l’essentiel de leur vie.

### La mangrove
La mangrove n'appartient pas à la forêt tropicale humide proprement dite, mais elle permet une transition entre cette dernière et les océans, elle subit le même climat mais son biome est différent car il est semi-aquatique et salé.

### Épiphytes
Les épiphytes prospèrent dans les forêts tropicales grâce à la chaleur, mais surtout grâce à l'humidité ambiante. D'ailleurs c'est dans les forêts tropicales d'altitude, dite forêts de brouillards, qu'ils sont les plus abondants, grâce au brouillard constant de ces zones. Ce sont des plantes et des fleurs qui ne poussent que dans le brouillard et l'humidité.

## Sols
Même si ce biome est le plus riche et le plus complexe de la planète, le sol de la forêt équatoriale n’en reste pas moins fragile, mince et pauvre étant donné que les éléments nutritifs sont captifs de la végétation. Tout élément décomposé est en effet réutilisé rapidement et remis en circulation ou entraîné dans les eaux souterraines.

## Faune
La canopée abrite de nombreux animaux de la forêt, notamment des grands singes et des singes. Sous la canopée, un sous-étage inférieur abrite des serpents et des grands félins. Le sol de la forêt, relativement dégagé de sous-bois en raison de l'épaisse canopée au-dessus, est fréquenté par d'autres animaux tels que les gorilles et les cerfs.
Certains arbres émergents, car ils arrivent à grandir au-dessus de la canopée, abritent des calaos, des toucans et de la harpie féroce.
Tous les niveaux de ces forêts contiennent une diversité inégalée d'espèces d'invertébrés, y compris phasmes (en Nouvelle-Guinée) et papillons, dont la taille peut dépasser les 30 cm.

## Dimension humaine

### Rôles

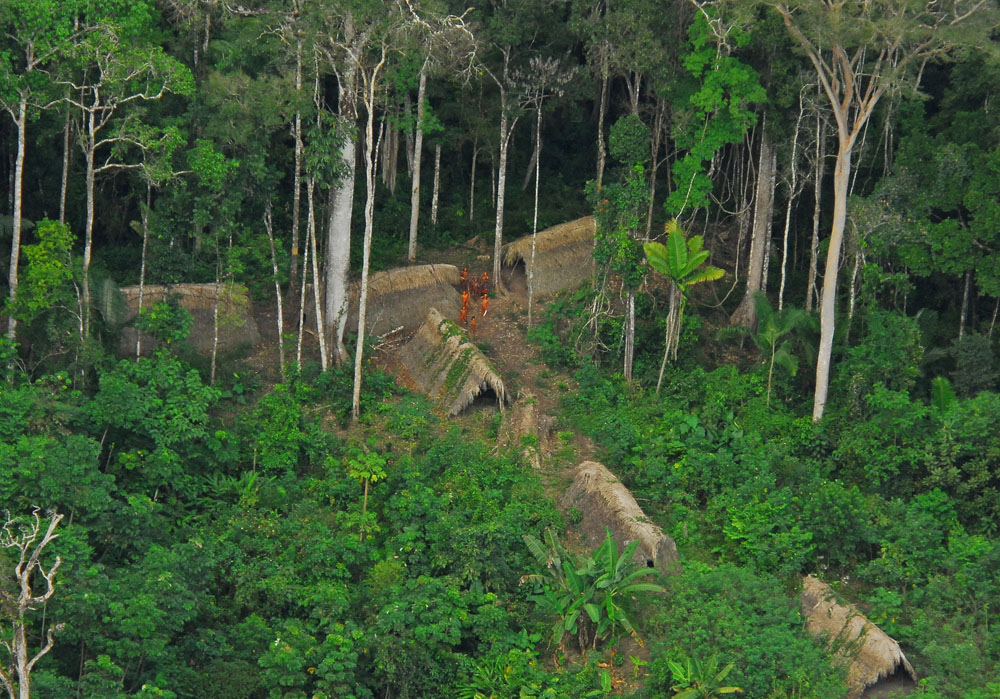
Habitat forestier d'un peuple isolé, Acre, Brésil.

Il semblerait que, globalement, les forêts tropicales stockent (légèrement) plus de carbone qu'elles n'en rejettent et participeraient de ce fait à la réduction des gaz à effet de serre. Dans la pratique, la baisse des surfaces (souvent par brûlis) oblitère un peu ce bilan. Cependant, il y a des tentatives intéressantes de plantations à grande échelle de forêts destinées à être des puits de carbone (en gardant en mémoire la pauvreté écologique de ce type de milieu).
La forêt assure la préservation de la biodiversité, joue un rôle important dans le cycle de l'eau. Elle permet aussi une exploitation forestière pour les besoins de l'homme.
La pharmacopée utilise des molécules issues de la forêt.

### Déforestation

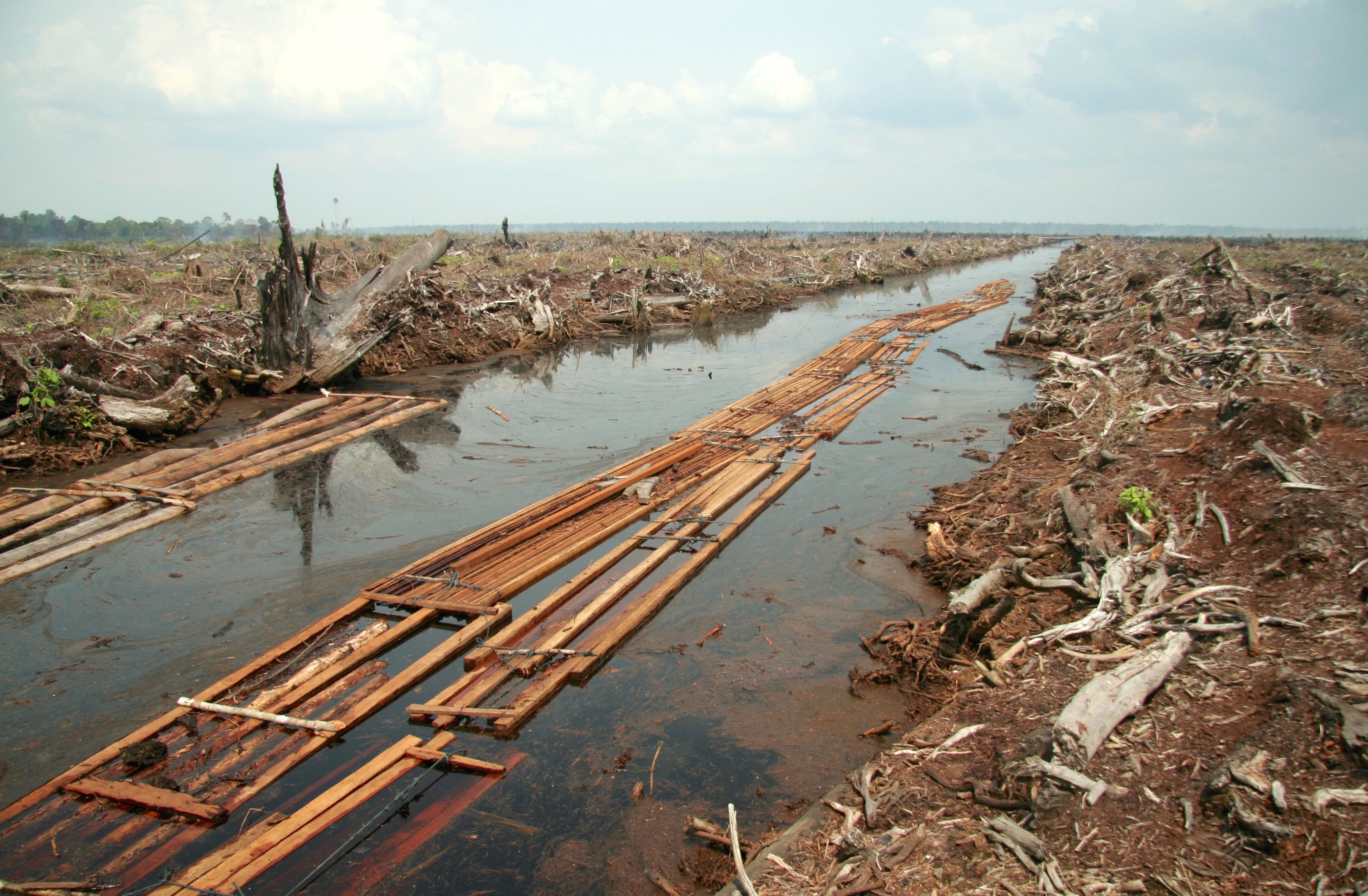
La déforestation dans les forêts tropicales humides est souvent critique, comme ici dans la province de Riau, à Sumatra, Indonésie.

La principale menace pesant sur ces écosystèmes est la déforestation ; plus que l'exploitation forestière proprement dite, c'est le changement d'occupation du sol qui est problématique : conversion en plantation (palmier à huile, eucalyptus, pins), agriculture (soja, canne à sucre) ou urbanisation. Selon la FAO, la déforestation concerne chaque année plus de 13 millions d'hectares. Toutes les forêts équatoriales du globe sont concernées.

## Écorégions
Un certain nombre d'écorégions TSMF se distinguent par leur biodiversité et leur taux élevé d'endémisme :
- Forêts humides du Sud-Ouest de l'Amazonie au Brésil, au Pérou et en Bolivie
- Forêt atlantique au Brésil, en Argentine et au Paraguay
- Forêts humides du Chocó-Darién en Colombie et au Panama
- Forêts montagnardes des Andes du nord-ouest de la Colombie et de l'Équateur
- Forêts humides guyanaises
- Forêts humides de Cuba
- Forêts humides de Veracruz au Mexique
- Forêts humides de Porto Rico
- Forêt du bassin du Congo
- Forêts d'altitude guinéennes
- Forêts d'altitude du rift Albertin de l'Ouganda au Burundi
- Forêts de l'Arc oriental du Kenya et de la Tanzanie
- Mosaïque forestière côtière nord de Zanzibar et d'Inhambane (Kenya, Somalie, Tanzanie)
- Mosaïque forestière côtière sud du Zanzibar-Inhambane (Malawi, Mozambique, Tanzanie, Zimbabwe)
- Forêts subhumides de Madagascar
- Ghâts occidentaux
- Forêts pluviales de plaine du Sri Lanka
- Forêts marécageuses tourbeuses de Malaisie péninsulaire
- Forêts tourbeuses et marécageuses de Bornéo
- Forêts pluviales de Nouvelle-Calédonie
- Forêts pluviales tropicales du Queensland en Australie
- Forêts pluviales du Sud-Est de la Papouasie
- Forêts des basses terres du centre du Congo
- Forêts de l'Arc oriental